# 1530
1530. је била проста година.

## Догађаји

### Јун
- 25. јун – Аугзбуршка конфесија је предата цару Карлу V.

### Датум непознат
- Википедија:Непознат датум — Зета постаје посебан санџак у Османском царству, Иван Црнојевић постао владар

- Википедија:Непознат датум — Завршен пети Италијански рат познатији као Рат Коњачке лиге.
- Википедија:Непознат датум — Срби у Угарској добијају аутономију која траје до 1540. године.
- Википедија:Непознат датум — Патријарх српски Павле I (1528—1541) пећки архиепископ прогласио се патријархом српским оу покушају да обнови угашену Пећку патријаршију.

## Рођења

### Фебруар
- 3. септембар — Иван IV Грозни, цар Русије.

## Смрти

### Фебруар
- 26. децембар — Бабур, први цар Могулског царства